# Bijela grafija
Bijela grafija (divlji luštrek, kranjska grafija, kranjska selivka, hladnikija, lat. Grafia golaka; sin. Hladnikia golaka), jedina vrsta u rodu grafija iz porodice štitarki, nekada pripisivana rodu hladnikija (Hladnikia). Raste jedino po Sloveniji, Hrvatskoj, Crnoj Gori, BiH i Italiji (Alpe i Apenini).